# Ђурђија Цветић
Ђурђија Цветић (Београд, 25. август 1942 — 6. август 2015) била је српска филмска, телевизијска и позоришна глумица.

## Биографија
Ђурђија Цветић је глуму дипломирала на Факултету драмских уметности у Београду, у класи професора Миленка Маричића 1969. године, од када је и чланица Југословенског драмског позоришта. Гостовала је у Звездара театру, Народном позоришту, Београдском драмском позоришту, Црногорском народном позоришту, Народном позоришту у Сомбору и многим другим позориштима. Преминула је 6. августа 2015. године од рака дојке.

## Награде и признања
- 2002. — Награда Милош Жутић за улогу Скупа у представи „Скуп“ Југословенског драмског позоришта.[5]
- 2004. — Награда Жанка Стокић за животно дело.
- 2013. — Плакета Жанка Стокић за најбоље глумачко остварење 12. Позоришних свечаности Жанки у част.[6]

## Филмографија
| Год.       | Назив                                               | Улога                  |
| ---------- | --------------------------------------------------- | ---------------------- |
| 1960-те    |                                                     |                        |
| 1968.      | Не играј се љубављу (ТВ)                            |                        |
| 1968.      | Кад голубови полете                                 | социјални радник       |
| 1968.      | Продајем стара кола                                 |                        |
| 1968.      | Све ће то народ позлатити (ТВ)                      |                        |
| 1968.      | Власници кључева                                    |                        |
| 1969.      | Величанствени рогоња                                | Корнелија              |
| 1969.      | Младићи и девојке 2                                 |                        |
| 1969.      | Жене                                                |                        |
| 1970-те    |                                                     |                        |
| 1970.      | Крунисање                                           |                        |
| 1970.      | Србија на Истоку (ТВ)                               | Анка Нинковић          |
| 1970.      | Протекција (ТВ филм)                                | Јулка                  |
| 1971.      | Капетан из Кепеника                                 |                        |
| 1972.      | Смех са сцене: Југословенско драмско позориште      |                        |
| 1972.      | Самоубица (ТВ)                                      | Марија Лукијанова      |
| 1972.      | Несахрањени мртваци (ТВ)                            |                        |
| 1972.      | Чучук Стана                                         | Цвета                  |
| 1973.      | Сланици                                             | Катица, ћерка Кокицина |
| 1973.      | Они лепи рођендани                                  |                        |
| 1973.      | Наше приредбе (ТВ серија)                           |                        |
| 1974.      | Ујеж                                                | Равијојла Лазић        |
| 1975.      | Награда године                                      |                        |
| 1975.      | Ђавоље мердевине (ТВ серија)                        |                        |
| 1975.      | Песма (ТВ серија)                                   |                        |
| 1976.      | Кухиња (филм)                                       |                        |
| 1976.      | Грлом у јагоде                                      | Банетова сестра        |
| 1976.      | Част ми је позвати вас (ТВ серија)                  | Ђурђија                |
| 1977.      | Анчика Думас                                        | Викторија              |
| 1979.      | Ујед (ТВ)                                           | комшиница              |
| 1979.      | Герсла                                              |                        |
| 1979.      | Бурнинг                                             |                        |
| 1980-те    |                                                     |                        |
| 1981.      | Дувански пут                                        |                        |
| 1982.      | Три сестре                                          |                        |
| 1983.      | Развојни пут Боре Шнајдера                          | Розика                 |
| 1984.      | Боже мој! Напорна али слатка служба Адолфине Фроман |                        |
| 1984.      | Чај у пет                                           |                        |
| 1986.      | Путујуће позориште Шопаловић                        | Јелисавета Протић      |
| 1986.      | Сиви дом                                            | васпитачица Јела       |
| 1987.      | Октоберфест                                         | Скобларова жена        |
| 1988.      | Дечји бич                                           | мајка                  |
| 1989.      | Свет                                                | Госпођа Живановић      |
| 1989.      | Стремницка                                          | Госпођа Христић        |
| 1990-те    |                                                     |                        |
| 1990.      | Почетни ударац                                      | Маркова мајка          |
| 1990.      | Баал                                                |                        |
| 1990.      | Заборављени (ТВ серија)                             | Маркова мајка          |
| 1991.      |                                                     | Сестра Олга            |
| 1992.      | Повратак Вука Алимпића                              | Софија Алимпић         |
| 1993.      | Рај (ТВ)                                            | Певачица у борделу     |
| 1993.      | Електра                                             | Клитемнестра           |
| 1993.      | Боље од бекства                                     | Стаменина мајка        |
| 1997.      | Гардеробер                                          | Лејди Корделиа         |
| 1998.      | Кнез Михаило                                        |                        |
| 2000-те    |                                                     |                        |
| 2000.      | Сенке успомена                                      | Вера Ђорђевић          |
| 2006.      | I figli strappati                                   |                        |
| 2007.      | Hourglass                                           |                        |
| 2007-2008. | Улица липа                                          | Савка                  |
| 2013.      | Крудс                                               | Баба (глас)            |